# Martin Zabaleta Larburu
Martin Zabaleta Larburu (Hernani, País Basc, 20 de setembre de 1949) és un alpinista basc, conegut principalment per haver estat el primer basc i el primer ciutadà de l'Estat espanyol en assolir el cim de l'Everest.
Actualment viu als Estats Units d'Amèrica, on compagina l'ofici de fuster amb la promoció del muntanyisme i el guiatge de muntanya, sobretot a la Serralada dels Andes i les muntanyes Rocoses, on practica l'alpinisme i l'escalada en roca i gel.
L'expedició a l'Everest de 1980 el convertí en un mite de l'alpinisme basc i espanyol, però també compta amb ascensions a dos vuit mil més, el Kanchenjunga (1988) i el Cho Oyu (1989). Altres fites destacables són l'obertura de la via Lagunak a l'aresta sud de l'Ama Dablam (6.812 m), l'escalada de la cara nord de l'Eiger i dels Drus, o l'ascens a gran quantitat de muntanyes, entre les quals el Huascarán (6.768 m), l'Alpamayo (5.947 m), el Ranrapalca (6.162 m) i el Fitz Roy (3.405 m), aquest darrer —un cim de gran dificultat— als 70 anys.

## Ascens a l'Everest de 1980
L'any 1980 Zabaleta va integrar-se a l'Euskal Espedizioa (expedició basca) integrada per dues dotzenes d'alpinistes bascos, amb Juan Ignacio Lorente al capdavant, i que també comptava amb un equip de xerpes dirigits pel sirdar Pemba Thesaring. Anteriorment una expedició semblant, anomenada Tximist, ja s'havia proposat l'objectiu de l'Everest l'any 1974, però s'havia quedat a 350 metres del cim degut a les males condicions atmosfèriques.
En el tercer intent realitzat el 14 de maig, Zabaleta va convertir-se en el primer basc (i ciutadà de l'Estat espanyol) en coronar el cim més alt del planeta, conjuntament amb el xerpa Pasang Temba, únics membres de l'equip d'aconseguir-ho. L'ascens es va fer amb ajuda d'oxigen artificial i per la via del Coll Sud, i el descens va ser molt problemàtic. Es van quedar sense oxigen i es van veure obligats a fer un bivac en una esquerda enmig d'una gran ventada. Després de diverses caigudes que els podrien haver costat la vida, van aconseguir davallar fins als campaments inferiors.
Dalt del cim, Zabaleta va plantar la bandera del Nepal i una ikurriña amb l'emblema antinuclear i l'anagrama de l'organització armada ETA, consistent en una destral i una serp. Aquest fet no es va conèixer fins uns mesos més tard, quan es van fer públiques les fotos d'una expedició polonesa que va trobar-se les banderes al cim, provocant una gran polèmica a l'Estat espanyol. L'alpinista basc, que no amagava les seves simpaties per Herri Batasuna, va culminar el seu comunicat amb el crit "Gora Euskadi askatuta" (Visca el País Basc lliure) i va dedicar públicament la gesta a l'esquerra abertzale.
Per la seva banda, Zabaleta es va endur del cim un rosari del Papa Joan Pau II que havia deixat allí una altra expedició polonesa, i que va regalar a la seva mare. Actualment es conserva al Museu del Muntanyisme Basc de Sant Sebastià juntament amb la jaqueta amb què l'alpinista basc va assolir el sostre del món.